# کامیناتا
کامیناتا (به ایتالیایی: Caminata) یک کومونه در ایتالیا است که در استان پیاچنزا واقع شده‌است.

## خصوصیات
کامیناتا ۳٫۲ کیلومترمربع مساحت و ۳۰۹ نفر جمعیت دارد.